# Saint-Clément, Cantal

Sainte-Eulalie este o comună în departamentul Cantal, Franța. În 1 ianuarie 2022 avea o populație de 78 de locuitori.